# Sesieutes borneensis
Espèce
Sesieutes borneensis est une espèce d'araignées aranéomorphes de la famille des Liocranidae.

## Distribution
Cette espèce se rencontre en Indonésie au Kalimantan et à Sulawesi, en Malaisie au Sarawak et au Sabah et aux Philippines sur Palawan,,.

## Description
Le mâle holotype mesure 4,30 mm et la femelle paratype 5,00 mm.

## Étymologie
Son nom d'espèce, composé de borne[o] et du suffixe latin -ensis, « qui vit dans, qui habite », lui a été donné en référence au lieu de sa découverte, Bornéo.

## Publication originale
- Deeleman-Reinhold, 2001 : Forest spiders of South East Asia: with a revision of the sac and ground spiders (Araneae: Clubionidae, Corinnidae, Liocranidae, Gnaphosidae, Prodidomidae and Trochanterriidae. Brill, Leiden, p. 1-591.